# Українське Полісся

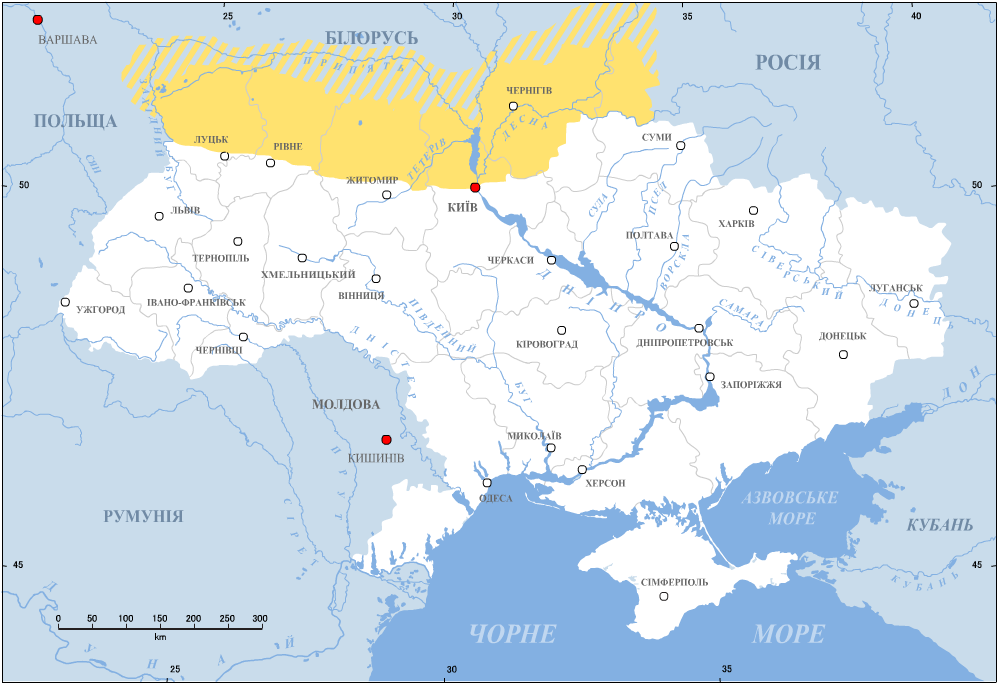
Українське Полісся

Украї́нське Полі́сся — частина Полісся, яка охоплює зону мішаних лісів і Поліську низовину в межах України. Під терміном «Українське Полісся» також часто розуміють етнографічний регіон (макрорегіон) України.

## Географія
Згідно з чинним адміністративно-територіальним поділом, Українське Полісся на території України охоплює Рівненську, Волинську (за винятком крайніх південних частин двох цих областей), Житомирську (окрім південних районів), північні райони Київської та Чернігівської областей. Крім того, якщо розглядати Українське Полісся як український етнографічний регіон, сюди також включають заселені українцями частини Берестейської та Гомельської областей у Білорусі. Інколи Поліссям у державних межах України вважають лише північ Правобережної України, водночас Лівобережне Полісся (Чернігівське та Новгород-Сіверське) розглядається окремо від властивого Полісся, оскільки відрізняється від нього як фізіографією, так і історичним минулим — Чернігівщина є окремим історичним краєм. Часто Українським Поліссям називають всю лісову смугу у складі України. Площа властивого Українського Полісся становить близько 100 000 км², з них 27 000 км² на території Білорусі.
Місцевість Полісся дуже зволожена і заболочена, з неоднорідними ландшафтами. Північна та західна частини Полісся заболочені більше, ніж південно-східна. Належить до зони мішаних лісів. На території Полісся були проведені значні меліоративні роботи та створено водосховища, внаслідок цих та інших втручань людини вигляд Полісся сильно змінився.

### Водні об'єкти
Найбільшими озерами в Українському Поліссі є Світязь (27,5 км², глибина 58 м) і Вигонівське це в Біларусі(26,5 км², глибина 2,7 м).

### Ґрунти
За агроґрунтовим районуванням України Українське Полісся належить до зони мішаних лісів дерново-підзолистих типових та оглеєних ґрунтів бореального (помірно холодного) ґрунтово-біокліматичного поясу.
Панівними типами ґрунтів Українського Полісся є дерново-слабопідзолисті та дерново-середньопідзолисті, які разом займають близько 60 % території. Дерново-слабопідзолисті ґрунти утворюються переважно на моренних і флювіо-алювіальних пісках. Дерново-середньопідзолисті ґрунти утворюються переважно на моренних, водно-льодовикових відкладах з підстилаючою мореною та водно-льодовикових суглинках. Друге місце за площею (близько 20 %) займають лучні і дернові ґрунти, поширені на заплавних терасах річок, у слабопроточних улоговинах надзаплавних терас і водорозділів. Ще менші площі (близько 10 %) займають торф'яники і торф'яно-болотні ґрунти, які залягають на заплавних терасах річок і долинних низинах. Незначні площі займають дерново-карбонатні, сірі і світло-сірі опідзолені ґрунти.  

### Рослинний світ
Природна рослинність Українського Полісся збереглася краще, ніж в інших регіонах України. Сучасна рослинність сформувалась протягом кайнозойської ери. У палеогені тут панували тропічні і субтропічні ліси. У неогені їх поступово замінили широколистяні ліси. Похолодання наприкінці неогену призвело до відступу на південь широколистяних лісів і поширення вузьколистяних лісів, а в плейстоцені — болотно-тундрової рослинності. У періоди потеплінь клімату з півдня проникала степова рослинність.  

#### Флора
За даними на 1955 рік, флору Українського Полісся становили 1532 види, об'єднані в 560 родів і 110 родин. Найбільші за кількістю видів роди: складноцвіті (158 видів), злакові (115 видів), осокові (94 види), хрестоцвіті (82 види), розоцвіті (76 види). Найпоширенішими видами флори є сосна звичайна, дуб звичайний та верес звичайний.
Сучасна флора Українського Полісся нараховує близько 2000 видів рослин, із них більше 1400 видів є аборигенними. 

#### Рослинність
За геоботанічним районуванням України Українське Полісся належить до Поліської підпровінції Східноєвропейської провінції Європейської широколистянолісової області.
Основу рослинного покриву Українського Полісся складає лісова, лучна і болотна рослинність. Провідну роль відіграють ліси, які займають близько зараз 30 % території. Домінуючими видами у лісах є сосна, дуб, береза і вільха. Значно меншу роль в лісових угрупованнях  відіграють ялина, граб, осика, клен, липа, в'яз і тополя. Соснові ліси (бори) поширені в місцевостях з піщаними ґрунтами і представлені сухими (лишайниковими) і свіжими (зелено моховими) борами. Найбільші площі займають сосново-дубові ліси (субори), поширені на моренно-зандрових рівнинах з дерново-підзолистими супіщаними ґрунтами; місцями до них домішується граб (сугрудки). Дубово-грабові ліси (груди) пов'язані із дерново-підзолистими суглинковими ґрунтами і поширені в основному в південних районах Полісся, де до них місцями домішується липа. Вільшняки займають знижені зволожені та сирі ділянки з дерново-підзолисто-глейовими ґрунтами; до їх складу часто входить береза, рідше ялина, ясен, дуб і граб. На місцях зведених корінних лісів часто розвиваються березняки. На півночі подекуди зустрічаються ялинові ліси.

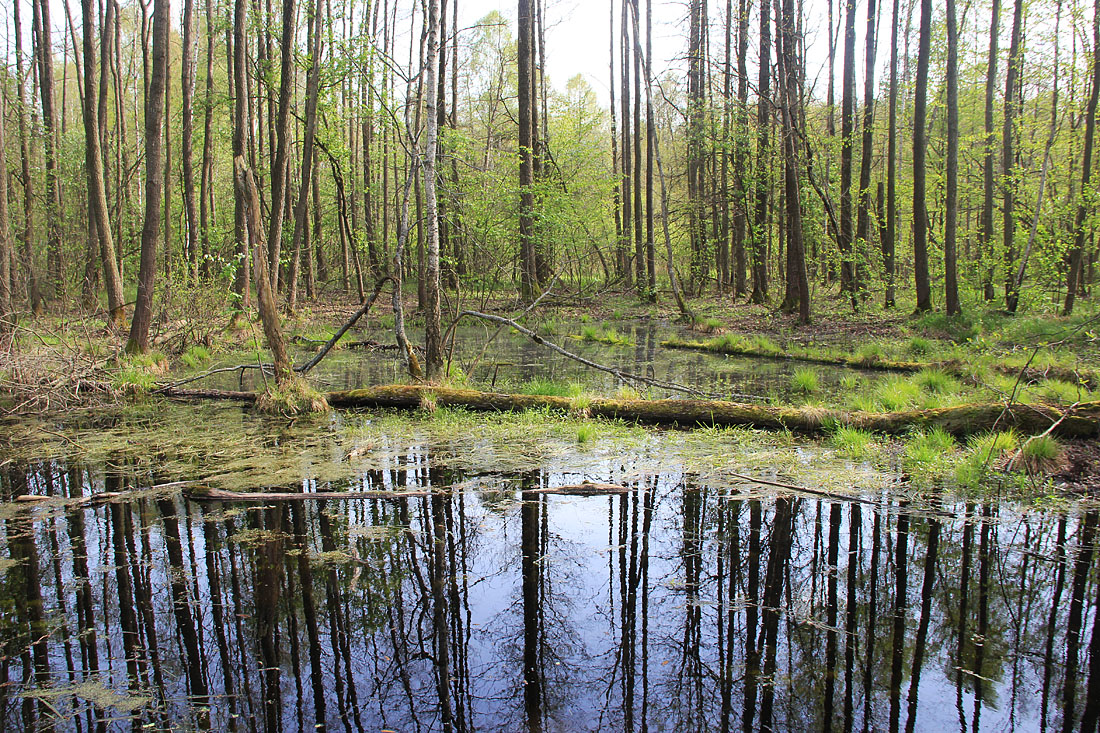
Чорновільшанник. Волинська область
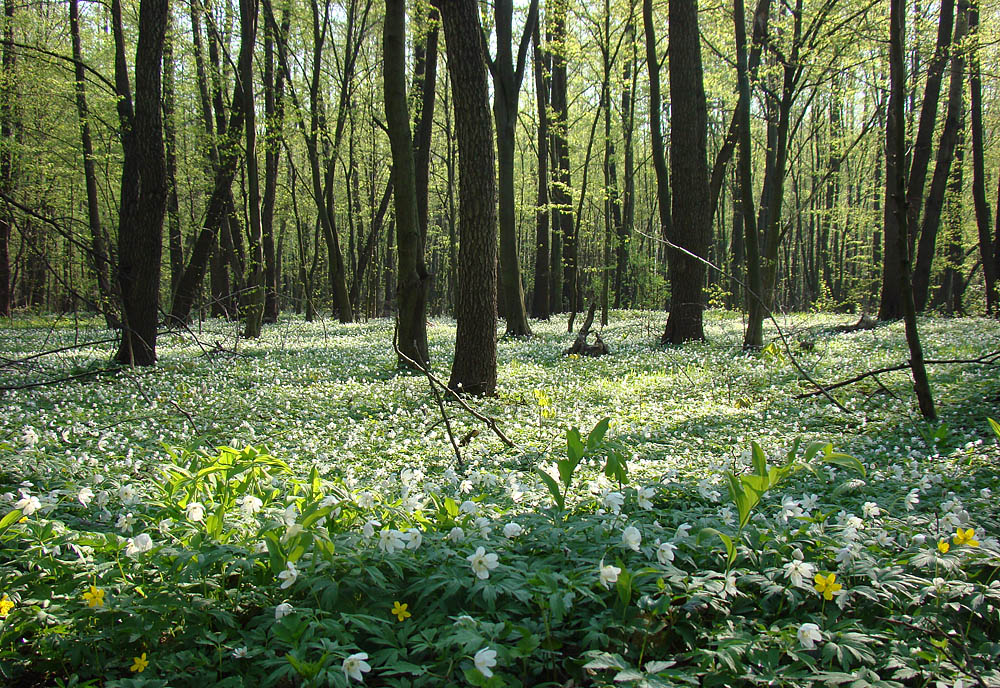
Весняний ліс. Волинська область
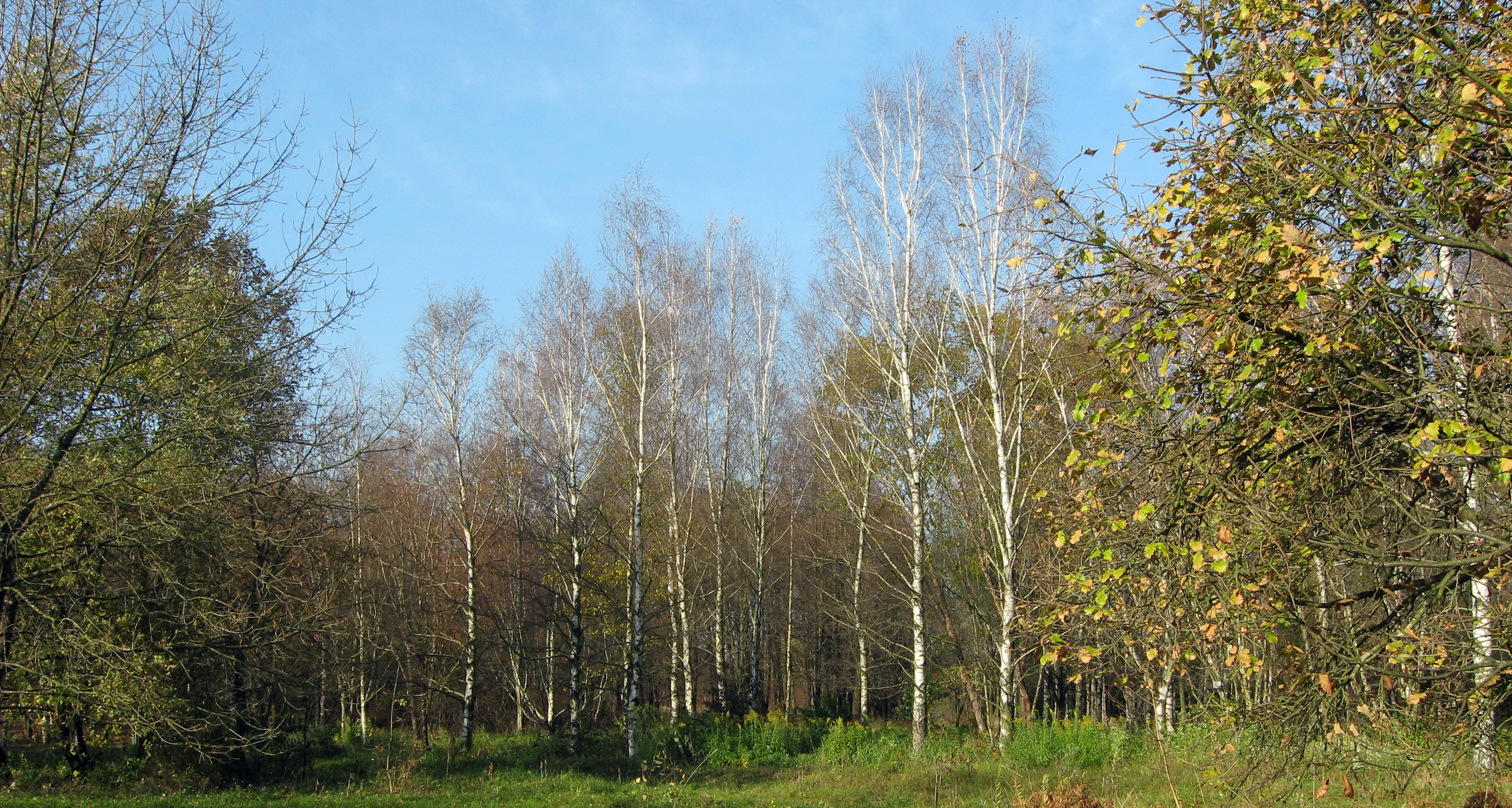
Березовий ліс. Рівненська область
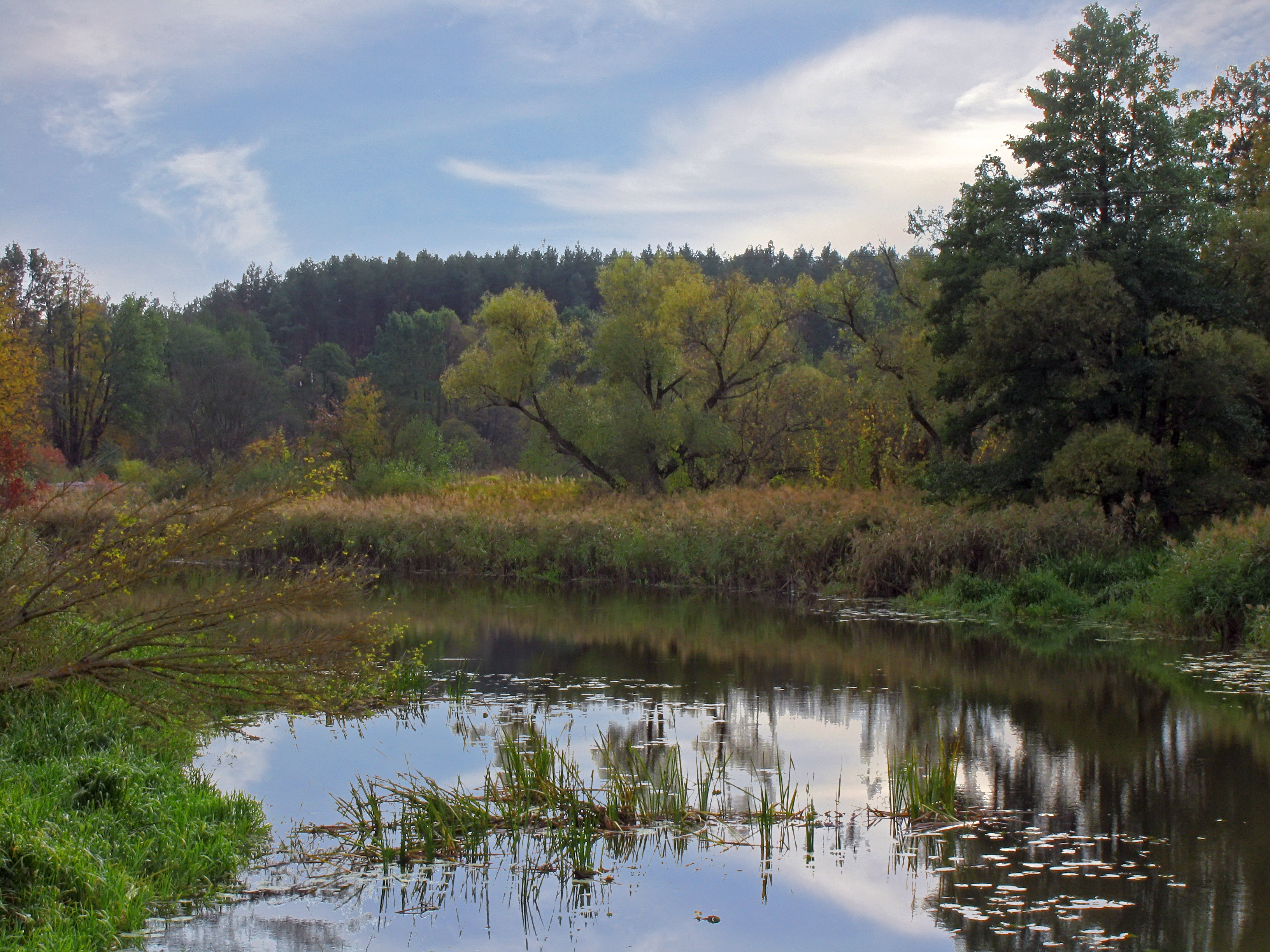
Межиріччя річок Уж і Шестень. Житомирська область
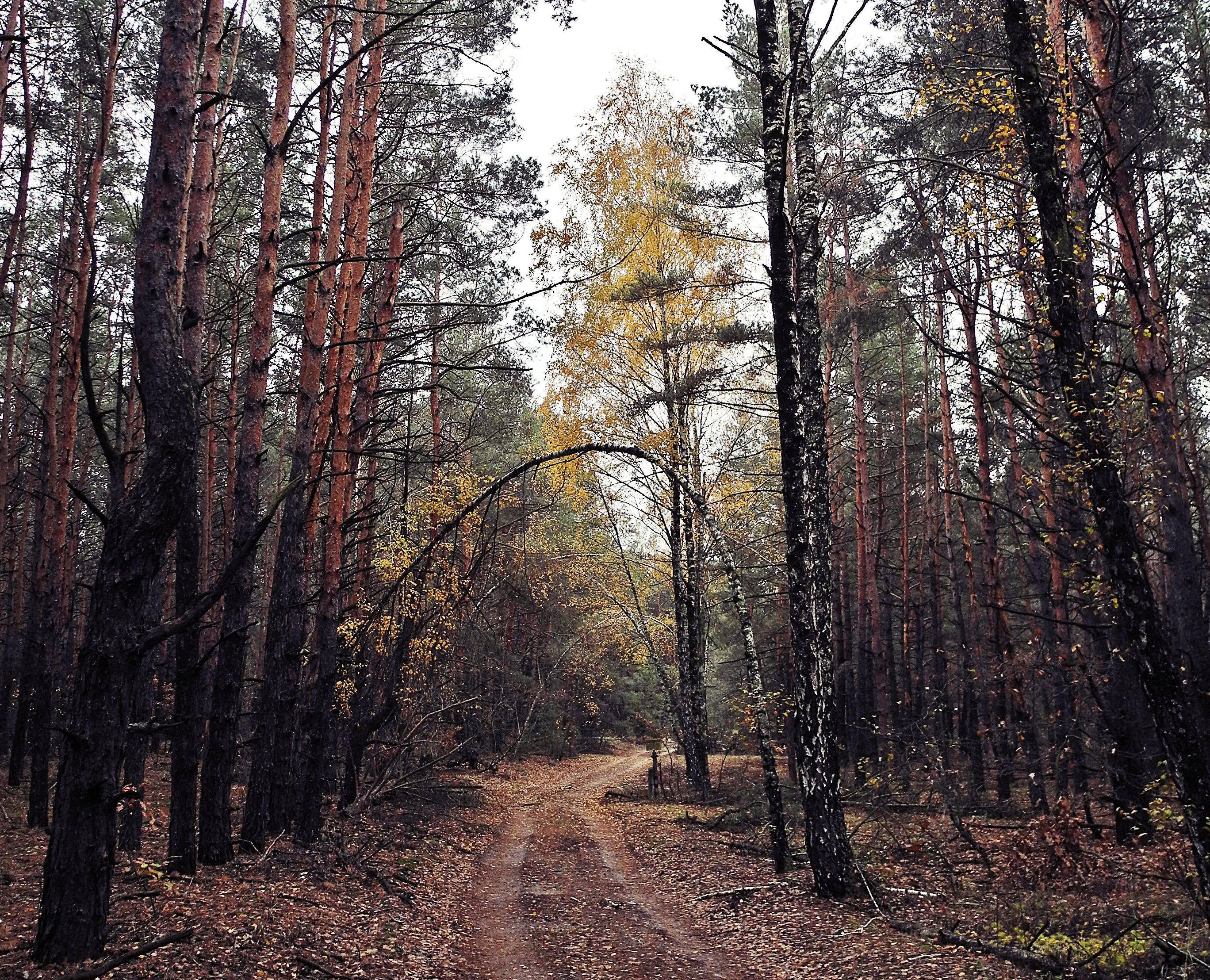
Лісова дорога. Київська область

Луки займають близько 10 % території. На місці вирубаних лісів утворились вторинні материкові луки, представлені в основному вологими низинними луками. Основними тут є дрібно осокові, щучникові і молінієві угруповання. У заплавних луках, поширених у заплавах річок, переважають різнотравно-осоково-злакові та різнотравно-злакові  угруповання. 
Великі площі в Поліссі (близько 8 % території) займають болота. Найбільш поширеними є низинні болота, які зустрічаються як у заплавах річок, так і на межиріччях. Їх відрізняє досить багатий і мозаїчний рослинний покрив з осокових, осоково-сфагнових і злаково-осокових угруповань. Верхові болота розвиваються в основному в улоговинах на межиріччях і характеризуються  одноманітним [[сфагновим покривом, часто з низькорослим сосновим рідколіссям. На перехідних болотах поширені сосново-березово-сфагнові рослинні угруповання.

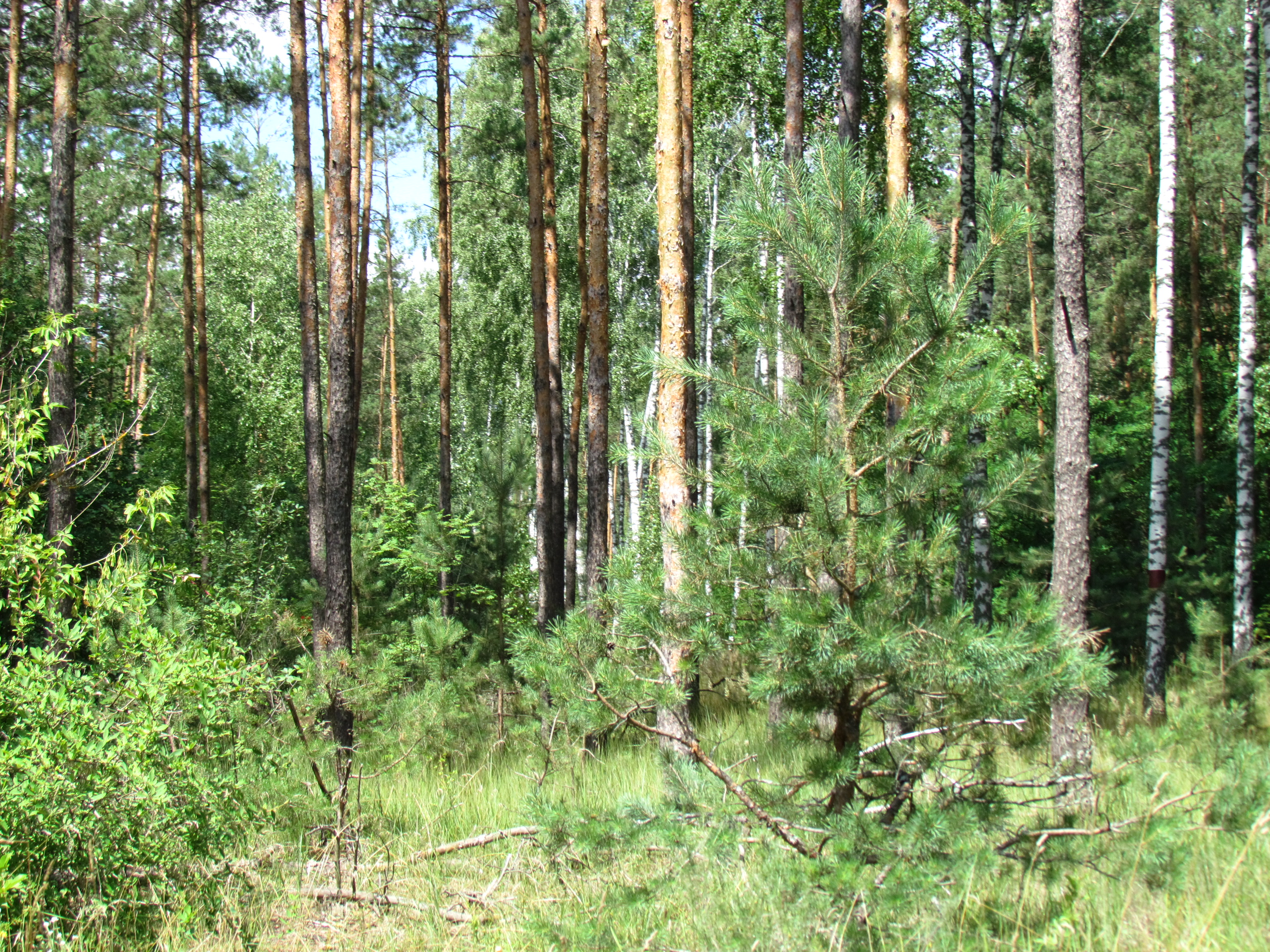
Биринський ліс. Чернігівська область
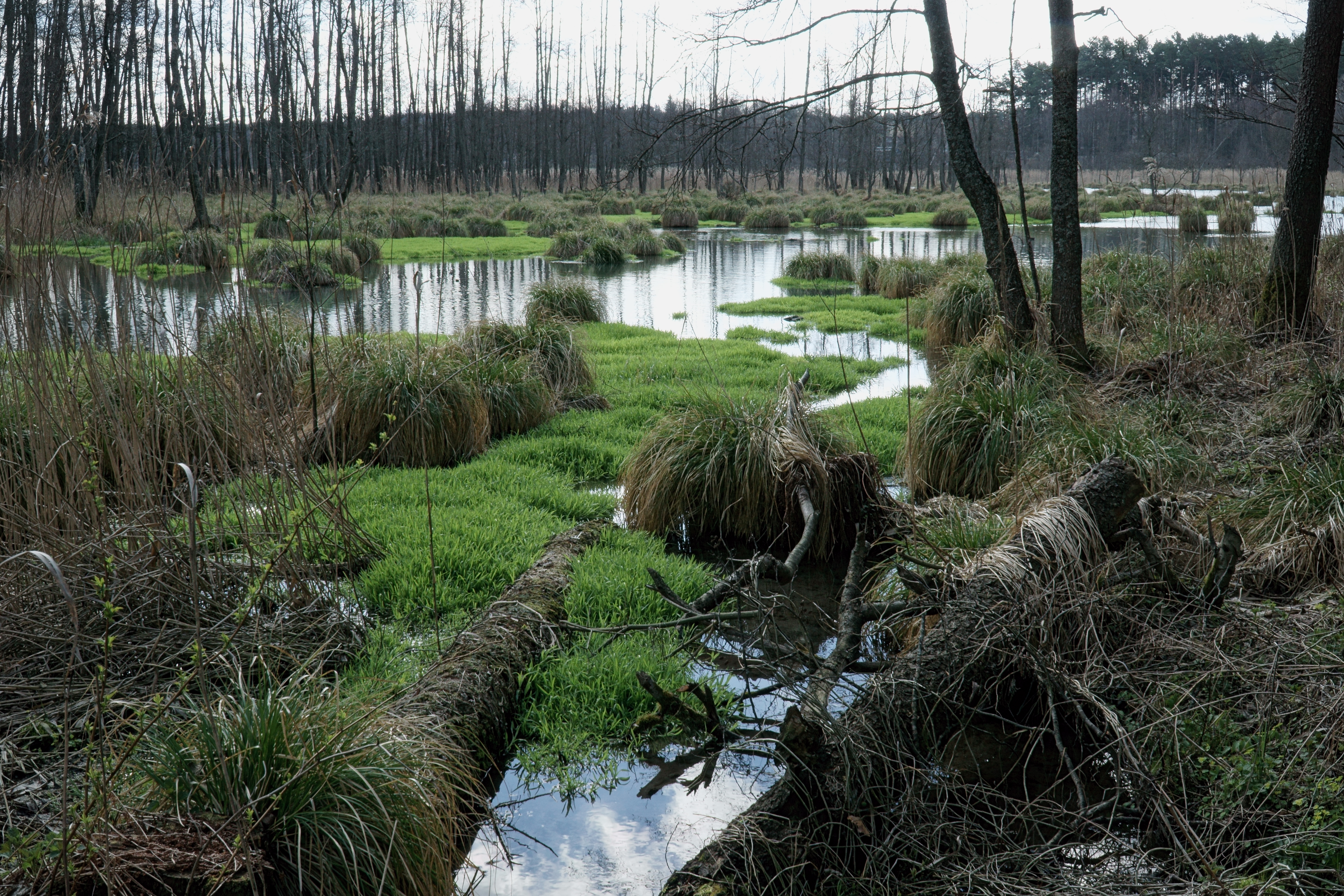
Узруївський заказник. Чернігівська область
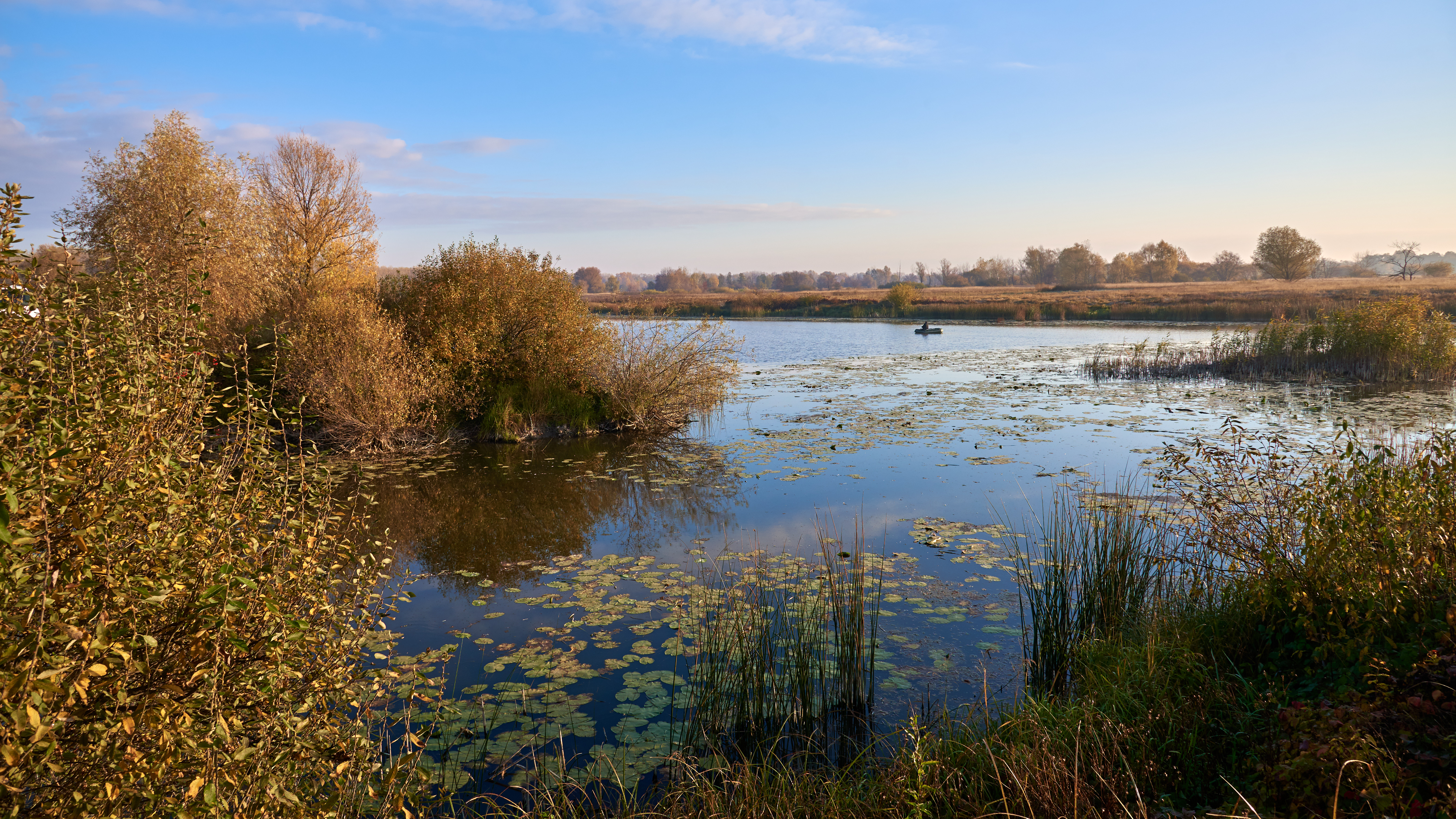
Озеро Колодянка. Чернігівська область
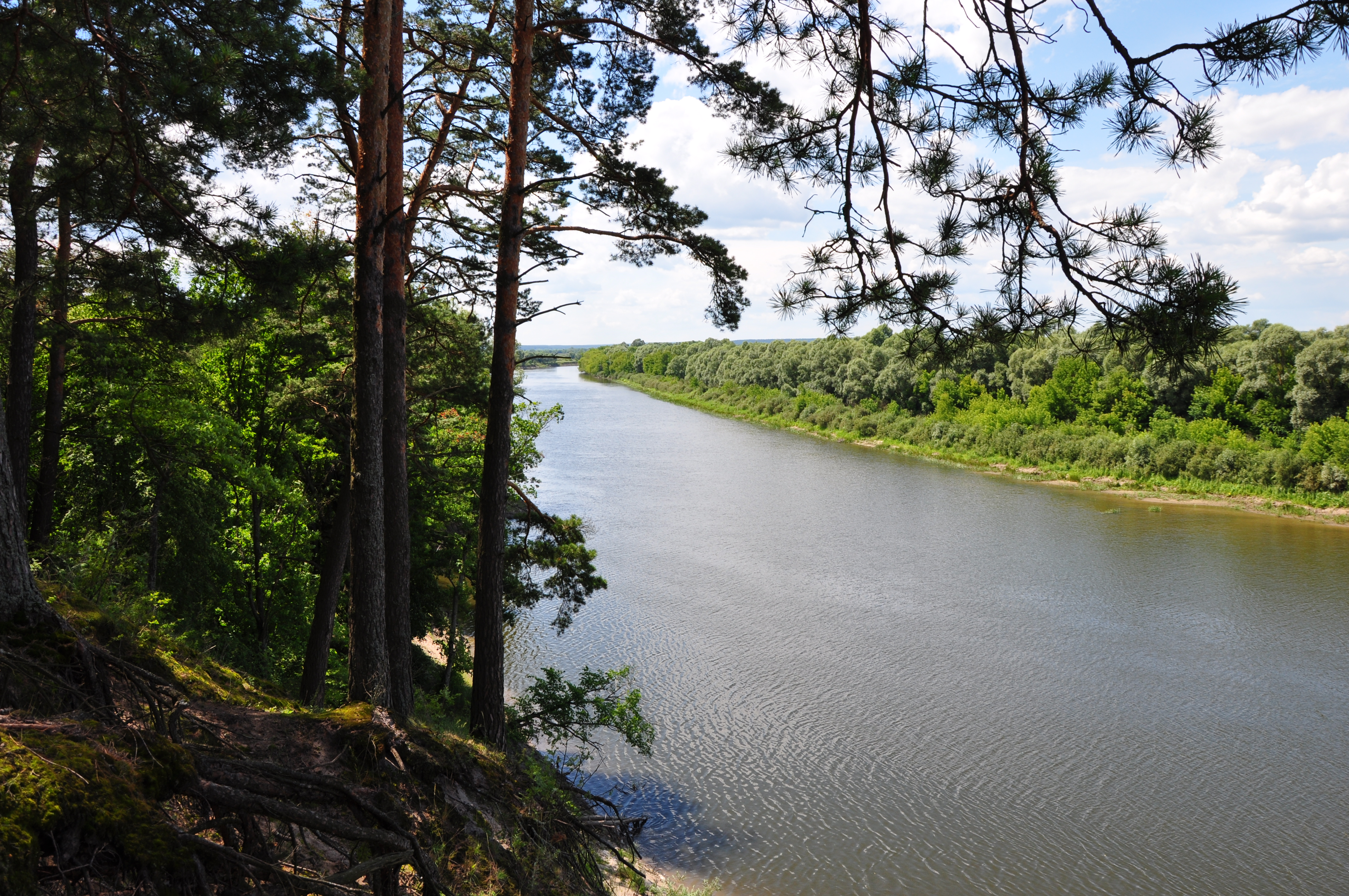
Над Десною. Сумська область
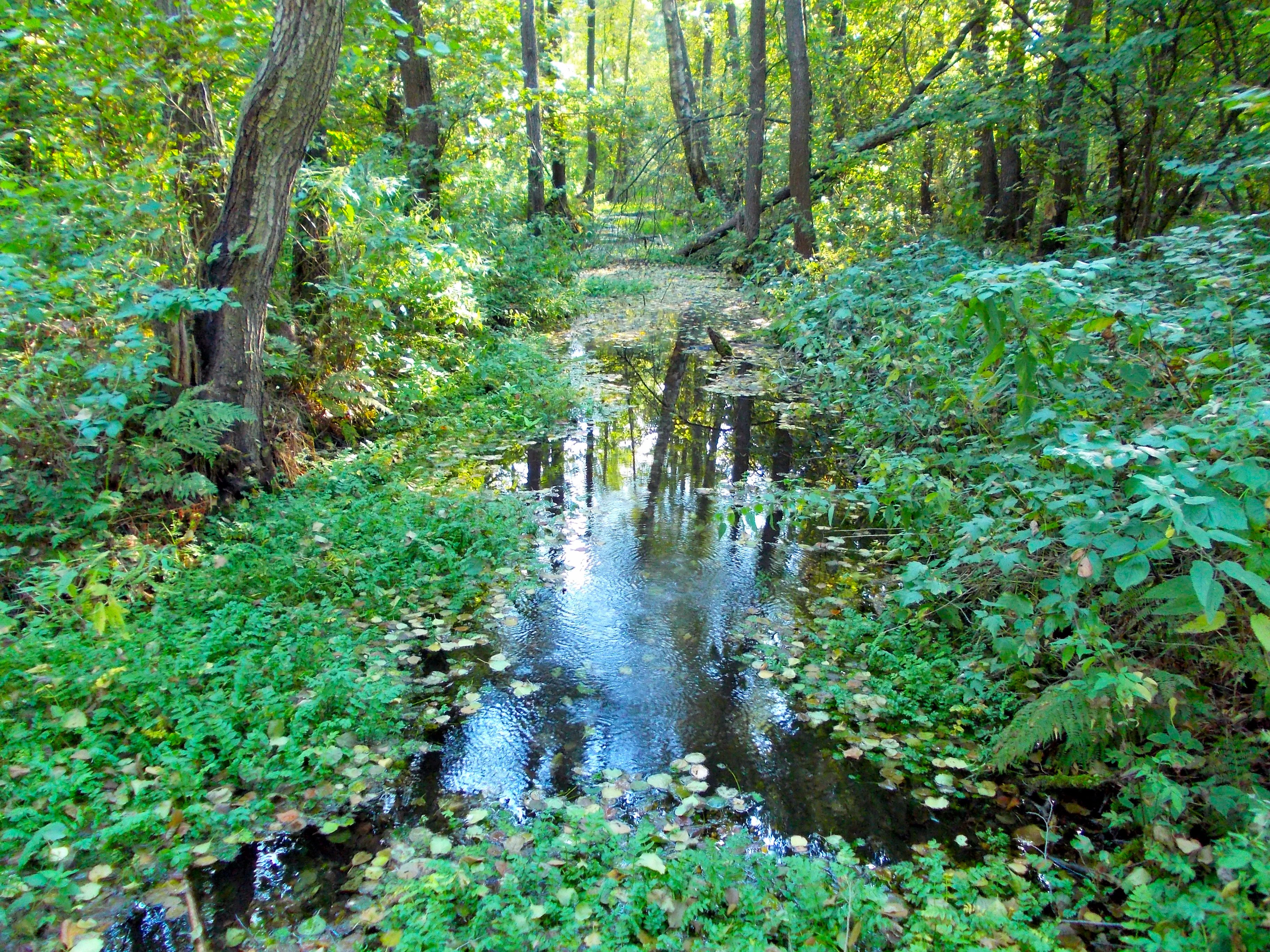
Синя криниця. Сумська область

### Тваринний світ
За зоогеографічним районуванням України Українське Полісся належить до Поліського зоогеографічного кругу Мішанолісової зоогеографічної провінції Європейської підобласті Голарктичної області.
Сучасна фауна Українського Полісся сформувалась в основному в середині голоцену, коли відбулися зміни кліматичних умов після антропогенового зледеніння. Однак внаслідок надмірного полювання і розвитку землеробства вже в середині ІІ тисячоліття в регіоні зникли великі ссавці (кулани, тури і зубри), а пізніше — росомахи і летяги.
Тваринний світ Українського Полісся пов'язаний з лісовими, лучними і болотними місцевостями. Основу тваринного населення лісів та прилеглих лук складають ссавці (лось, олень благородний, сарна, дика свиня, вовк, лисиця, борсук, їжак європейський, кріт європейський, бурозубки, вивірка звичайна, сліпак подільський, мишак лісовий, полівка звичайна, вухань звичайний, нічниці та ін.) і птахи (глухар, тетерук, рябчик, яструб великий, лелека чорний, дрозди, дятли, зозуля, соловейко, синиці та ін.). По берегах річок і на болотах зустрічаються бобер річковий, рясоніжка, качині, кулики, журавель сірий та ін. Серед плазунів характерними є ящірка живородна і гадюка звичайна. Річки та озера населяють близько 30 видів риб, у тому числі карась, лящ, плитка, краснопірка, лин, чехоня, щука, окунь річковий та ін. Серед комах характерними є кровососні й паразитичні двокрилі (комарі, ґедзі), шовкопряди, вусачі, короїди та ін.
Герпетофауна

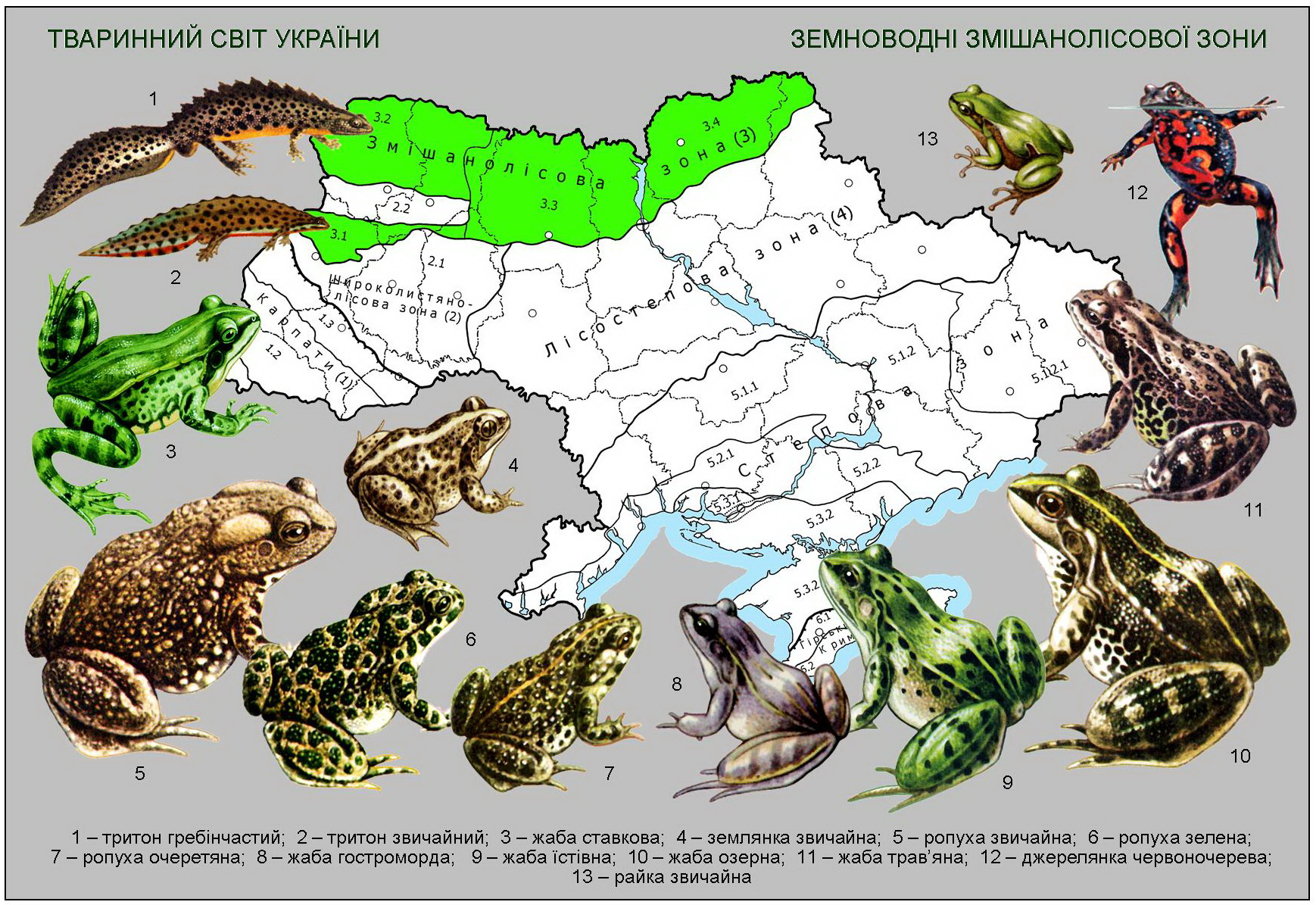
Земноводні Українського Полісся

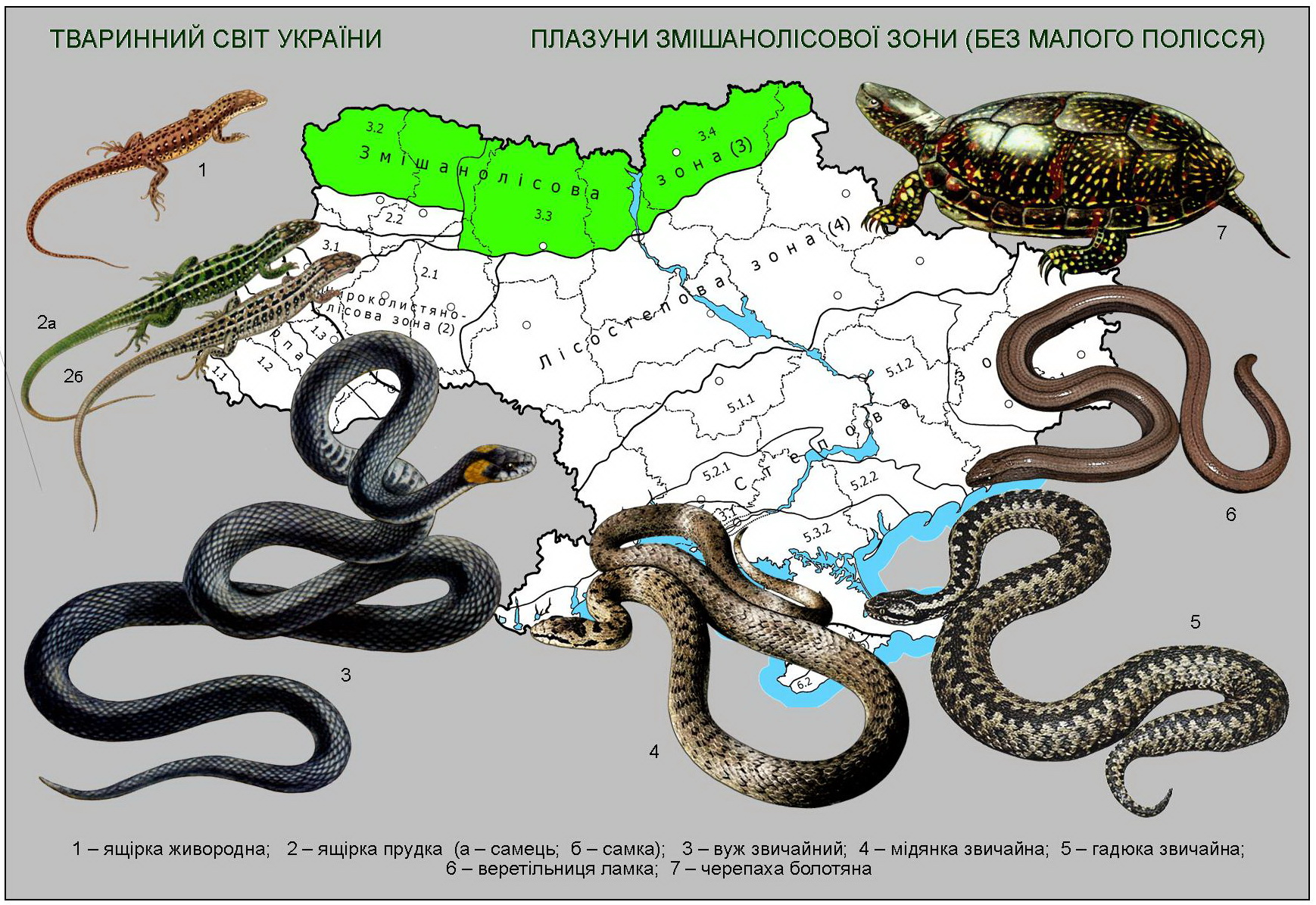
Плазуни Українського Полісся

Герпетофауна Українського Полісся представлена 8 видами плазунів та 11 видами земноводних. Серед плазунів звичайними є черепаха болотяна, вуж звичайний, ящірка прудка, зустрічаються — ящірка живородна, гадюка звичайна,  веретільниця ламка і мідянка звичайна. Більш представницькою є фауна земноводних; вуж водяний зустрічається тільки в Малому Поліссі. Звичайними є жаби гостроморда, трав'яна і озерна, ропуха звичайна, часничниця звичайна, джерелянка червоночерева і тритон звичайний, зустрічаються — тритон гребінчастий, райка звичайна, ропуха зелена, жаби ставкова та їстівна.
Всі види земноводних і плазунів, що складають герпетофауну Українського Полісся, охороняються природоохоронними документами різного рангу. Найвищий охоронний статус має черепаха болотяна, занесена до  Червоного списку МСОП  і Європейського Червоного списку. До Червоної книги України занесена мідянка звичайна. Всі інші види земноводних і плазунів регіону перебувають під охороною Бернської конвенції.

### Ландшафти і фізико-географічне районування

Фізико-географічні області Українського Полісся (у державних межах України)

Ландшафтна структура Українського Полісся досить складна і мозаїчна. Природно-територіальні комплекси не займають великих площ, часто чергуються і схильні до змін (динамічні). У ландшафтній структурі регіону основну роль відіграють алювіальні, алювіально-зандрові, зандрово-моренні, моренні, денудаційні низовинні рівнини на докембрійських кристалічних, крейдових і палеогенових відкладах з переважно дерново-підзолистими і болотними ґрунтами під лісовою, лучною і болотною рослинністю. Природні ландшафти Українського Полісся протягом багаторічної господарської людини зазнали значної трансформації (збезлісення, меліорація, розорювання тощо).
У державних межах України за особливостями природних умов виділяють 6 фізико-географічних областей Полісся:
- Волинське Полісся
- Мале Полісся
- Житомирське Полісся
- Київське Полісся
- Чернігівське Полісся
- Новгород-Сіверське Полісся

## Населення

Фрагмент з етнографічної мапи Олександра Ріттіха, на якому зображені північно-західні межі українців, 1875 рік.

Українське Полісся територіально збігається з ареалом північного наріччя української мови. Північна українська (українсько-білоруська) етнографічна межа починається на захід від Страблі над Нарвою, де сходиться з польською, далі йде Нарвою вгору аж до джерел цієї річки, проходячи Біловезькою Пущею, переходить в південно-східнім напрямі європейський вододіл і йде далі від Пружан річкою Ясельдою, проходячи до Берези, далі на захід від Огинського каналу звертає на північ, доходить в околиці Вигонівського озера, звідси звертає на схід до річки Цни та йде Цною до Прип'яті, проходячи поблизу Лунинця, від гирла Цни вздовж Прип'яті прямує на Мозир, звертає нижче Мозиря на південь до річки Словечної й на схід по сучасному кордоні між Україною та Білоруссю до Дніпра, вздовж нього на північ, звідти завершується біля місця впадіння Сожі у Дніпро. Українсько-білоруський державний кордон не збігаються на заході з етнічною українсько-білоруською межею, оскільки радянська влада включила північно-західну частину українського Полісся (площею близько 27 000 км²) до БССР.
Українські поліщуки історично називали білорусів «литвинами» або «лицьвинами», рідше «гедиками» або (зневажливо) «лапацьонами» тощо. Білоруси ж називали українців «хідунами», інколи «гетунами». За переписом 1897 року пинчуки в Пинському і Мозирському повітах Мінської губернії були зараховані до білорусів попри те, що багато тогочасних дослідників вважали їх етнографічною групою українців (зокрема, Костянтин Михальчук, Юхим Карський, Д. Шендрик, Митрофан Довнар-Запольський, Олександр Ріттіх та інші).
Українське Полісся за говорами української мови поділяється на три частини: Східне (Лівобережне), Середнє (Правобережне) і Західне. Кожній з частин відповідає свій говір української мови: східнополіський, середньополіський та західнополіський.

## Економіка
Українське Полісся має досить вигідне географічне розташування вздовж північного кордону держави. На півдні Полісся межує з Карпатським, Подільським, Центральним та Східним регіонами. Через цей регіон проходять транспортні артерії, що з'єднують Україну з Білоруссю, частково — з Росією та Західною Європою. Отже, Поліський регіон є сполучною ланкою: з одного боку, між Україною та Білоруссю, Польщею, країнами Північної Європи та Балтії, а з іншого, — між Росією та Західною Європою. Стратегічне розташування району дає змогу активно залучати Полісся не тільки до розвитку міжрегіональних внутрішньоукраїнських зв'язків, але й до торговельних та виробничих взаємин України з іншими державами, створення вільних економічних зон, розбудови міжнародної системи торгівлі, транспорту та зв'язку, створення зон міжрегіонального та міждержавного співробітництва.
У Поліссі профільними галузями АПК є м'ясо-молочна, маслосироробна, консервна, борошномельна, цукрова, спиртова, кондитерська, тютюнова. У тому числі експортне, значення мають крохмальна, комбікормова, плодоовочева галузі, виробництво горілчаних, слабоалкогольних (у тому числі пива) та безалкогольних напоїв, мінеральних вод. Випуск продовольчих товарів у регіоні 2002 року становив: борошна — 7,9 % від усього обсягу продукції по Україні, цукру-піску — 14,6 %, 5,3 % продукції з незбираного молока, 22,1 % масла, 16,3 % жирних сирів та 12,6 % плодоовочевих, м'ясних та молочних консервів.